# Cría cuervos (álbum)
Cría cuervos es el tercer disco del grupo español de punk-rock Boikot, lanzado en el año 1995. Además, este el primer LP que produce "Producciones BKT", empresa propia con la que se autogestionarían a partir de este disco, también bajo el apoyo de la compañía BOA.
En la versión en casete, el álbum únicamente incluye diez canciones, distribuidas en dos caras: Cara Dura y Cara Cartón, mientras que el CD contiene 14 cortes.

## Lista de canciones
1. La pantera roja
2. Cuentos inmorales
3. Fausto Holocausto
4. Piromanía
5. Saltando SKA-lones
6. El Estado del "Malestar"
7. Cría cuervos
8. Segunda sesión
9. El anarka de Noe
10. Happy money
11. Los ojos de la calle
12. La noche más larga
13. Serrindemadriz
14. Sinfonía de pitos y claxones

## Formación
- Juan Carlos Cortes "Ronko": Voz
- Alberto Pla: Guitarra y coros
- Juan "Grass": Batería
- Juan Carlos Cabano: Bajo y coros
- "Kake" Lago: Guitarra y coros

- Datos: Q11985060